# تشاك فورسبرغ
تشاك فورسبرغ (بالإنجليزية: Chuck Forsberg)‏ هو مبرمج وعالم حاسوب أمريكي، ولد في 6 مايو 1944 في ويلميت في الولايات المتحدة، وتوفي في 24 سبتمبر 2015 في بورتلاند في الولايات المتحدة.

## وصلات خارجية
- تشاك فورسبرغ على موقع إن إن دي بي (الإنجليزية)